# Drukpa
Drukpa, também chamada de Dugpa ou "seita do chapéu vermelho" em fontes mais antigas, é um ramo da escola Kagyu do budismo tibetano.
A Kagyu é uma das escolas Sarma do budismo tibetano. Dentro da Drukpa, existem sub-escolas, como a tradição de Kham, e escola Drukpa média. No Butão a Drukpa é a principal escola e a religião estatal.

## História
A Drukpa foi fundada no oeste do Tibete por Tsangpa Gyare (1161–1211), um estudante de Lingchen Repa Pema Dorje (1128-1188). Como um tertön, ou "descobridor de itens sagrados", ele descobriu o texto dos Seis Ciclos do Mesmo Sabor, previamente escondido. O local batizado por seu mestre de Druk, onde Tsangpa posteriormente fundaria o monastério de Druk, deu origem ao nome da escola. Graças a essa ocasião, eles decidiram chamar sua escola de Drukpa.

### Ramificações da Drukpa
Os discípulos principais de Tsangpa Gyare, os primeiros Gyalwa, podem ser divididos entre duas categorias: parente sanguíneos e "filhos espirituais". Seu sobrinho, Onre Darma Sengye (1177-1237), assumiu o trono em Ralung, o principal centro da Drukpa. Darma Sengye guiou os discípulos posteriores de Gyare, como Gotsangpa Gonpo Dorje (1189–1258), se tornando também guru destes. O sobrinho de Darma Sengye e seus descendentes continuaram a linhagem da Drukpa a partir de Ralung.
Gyalwa Lorepa, Gyalwa Gotsangpa e e Gyalwa Yang Gonpa são conhecidos como Gyalwa Namsum, ou "Os Três Vitoriosos", em reconhecimento a sua realização espiritual. Os seguidores de Lorepa se tornaram conhecidos como "baixos Drukpas", os seguidores de Gotsangpa como "altos Drukpas", e os de Darma Sengye de "Drukpas do centro".
Depois da morte de Kunkhyen Pema Karpo, em 1592, havia dois candidatos rivais para sua reencarnação. Gyalwang Pagsam Wangpo, um dos candidatos, era favorecido pelo rei de Tsang e prevaleceu na região. Ngawang Namgyal, seu rival, então se retirou para o oeste do Butão, e eventualmente unificou todo o país, tornando a Drukpa a principal escola budista de Haa a Trongsa.
A Drukpa era naquele tempo dividida entre a Drukpa do norte, ramo no Tibete liderado pelos Gyalwang Drukpa, e a Drukpa do sul, baseada no Butão e liderada pelas encarnações de Zhabdrung. Desde que Ngawang Namgyal apontou Pekar Jungne como o primeiro Je Khenpo (o líder espiritual de todos os monastérios do Butão), diversos Je Khenpos assumiram o cargo de regentes espirituais do país.

## Organização Atual
A Drukpa do norte é liderada pela décima segunda encarnação de Gyalwang Drukpa, enquanto a Drukpa do sul é liderada pelo Je Khenpo (cargo eleito, não passado em uma linhagem tulku).
Diferentemente de antes, onde existia uma separação geográfica mais forte entre as diferentes Drukpas, hoje em dia as Drukpas se comunicam para fortalecer a linhagem e os ensinamentos. Em abril de 2009, o primeiro de um evento anual chamado Conselho Anual da Drukpa (ADC, do inglês "Annual Drukpa Council") aconteceu na montanha Amitabha, em Kathmandu, Nepal. Mais de 40 mestres da Drukpa da Índia, Nepal, Butão e Tibete compareceram, bem como mais de 10 000 praticantes, e pelo menos 1 000 monges ou freiras. Essa foi a primeira vez onde um evento da Drukpa que envolvia as 3 linhagens principais aconteceu, como parte de um esforço para reunir a força da Drukpa e consertar diferenças históricas entre as linhagens.
Em 2010, o Gyalwang Drukpa começou uma inciativa de plantar 1 000 000 de árvores em Ladakh, como parte da campanha "Um Milhão de Árvores" iniciada por Wangari Maathaï, ganhadora do Nobel da Paz em 2004. Assim, o Gyalwang Drukpa liderou os voluntários da "Viva para Amar", quebrando o recorde do Guinness duas vezes por mais árvores plantadas simultaneamente. A primeira vez em outubro de 2010, quando 9 313 voluntários plantaram 50 033 árvores em menos de meia hora, e a segunda em outubro de 2012, com mais de 9 800 voluntários plantando quase 100 000 árvores, protegendo vilas de deslizamentos e melhorando a qualidade do ar.